# Requiem króla róż
Requiem króla róż (jap. 薔薇王の葬列 Bara-ō no sōretsu) – manga historyczna autorstwa Ayi Kanno, publikowana w magazynie „Gekkan Princess” wydawnictwa Akita Shoten od października 2013 do stycznia 2022. Manga jest luźną adaptacją Szekspirowskich sztuk Ryszard III i Henryk VI i przedstawia historię Ryszarda III z czasów burzliwej Wojny Dwóch Róż.
W Polsce pierwszy tom mangi ukazał się nakładem wydawnictwa Waneko 13 marca 2016 roku.

## Fabuła
Akcja mangi została umiejscowiona w średniowiecznej Anglii. Dwa rody: Yorkowie, których symbolem jest biała róża, i Lancasterowie, których znakiem jest róża czerwona, toczą ze sobą wojnę o tron. Tymczasem Ryszard, trzeci syn księcia Yorku, skrywa pewną tajemnicę. Przekleństwo kieruje go ku okrutnemu przeznaczeniu.

## Bohaterowie
- Ryszard III

Seiyū: Mitsuki Saiga  (drama CD)
- Henryk VI

Seiyū: Daisuke Namikawa  (drama CD)
- Książę Edward

Seiyū: Yoshitsugu Matsuoka  (drama CD)
- Catesby

Seiyū: Yoshimasa Hosoya  (drama CD)
- Warwick

Seiyū: Takehito Koyasu  (drama CD)
- Edward IV York

Seiyū: Takuya Satō  (drama CD)

## Manga
4 czerwca 2021 roku autorka mangi za pośrednictwem serwisu Twitter poinformowała, że ukończyła scenorys ostatniego rozdziału mangi. 6 października 2021 roku za pośrednictwem konta na Twitterze ogłoszono, że manga zakończy się w czterech nadchodzących rozdziałach. Ostatni rozdział ukazał się 6 stycznia 2022 w „Gekkan Princess”.
| Nr | Język japoński   | Język japoński         | Język polski         | Język polski           |
| Nr | Data wydania     | ISBN                   | Data wydania         | ISBN                   |
| -- | ---------------- | ---------------------- | -------------------- | ---------------------- |
| 1  | 14 marca 2014    | ISBN 978-4-253-27181-3 | 13 marca 2016        | ISBN 978-83-63769-47-5 |
| 2  | 18 września 2014 | ISBN 978-4-253-27182-0 | 19 maja 2016         | ISBN 978-83-80960-04-6 |
| 3  | 16 stycznia 2015 | ISBN 978-4-253-27183-7 | 19 lipca 2016        | ISBN 978-83-80960-05-3 |
| 4  | 16 lipca 2015    | ISBN 978-4-253-27184-4 | 19 września 2016     | ISBN 978-83-80960-06-0 |
| 5  | 16 grudnia 2015  | ISBN 978-4-253-27185-1 | 18 listopada 2016    | ISBN 978-83-80960-07-7 |
| 6  | 16 czerwca 2016  | ISBN 978-4-253-27186-8 | 19 stycznia 2017     | ISBN 978-83-8096-008-4 |
| 7  | 16 stycznia 2017 | ISBN 978-4-253-27187-5 | 5 maja 2017          | ISBN 978-83-8096-009-1 |
| 8  | 14 lipca 2017    | ISBN 978-4-253-27188-2 | 15 listopada 2017    | ISBN 978-83-8096-316-0 |
| 9  | 16 stycznia 2018 | ISBN 978-4-253-27189-9 | 10 kwietnia 2018     | ISBN 978-83-8096-317-7 |
| 10 | 13 lipca 2018    | ISBN 978-4-253-27190-5 | 20 listopada 2018    | ISBN 978-83-8096-317-7 |
| 11 | 15 lutego 2019   | ISBN 978-4-253-27336-7 | 3 czerwca 2019       | ISBN 978-83-8096-319-1 |
| 12 | 19 sierpnia 2019 | ISBN 978-4-253-27337-4 | 29 listopada 2019    | ISBN 978-83-8096-319-1 |
| 13 | 14 lutego 2020   | ISBN 978-4-253-27338-1 | 14 sierpnia 2020     | ISBN 978-83-8096-903-2 |
| 14 | 16 września 2020 | ISBN 978-4-253-27339-8 | 5 stycznia 2021      | ISBN 978-83-8096-984-1 |
| 15 | 16 marca 2021    | ISBN 978-4-253-27340-4 | 23 lipca 2021        | ISBN 978-83-8096-984-1 |
| 16 | 16 grudnia 2021  | ISBN 978-4-253-27341-1 | 13 października 2022 | ISBN 978-83-8242-376-1 |
| 17 | 16 czerwca 2022  | ISBN 978-4-253-27342-8 | 14 lipca 2023        | ISBN 978-83-8242-550-5 |

### Spin-off
W styczniowym numerze magazynu „Gekkan Princess” wydawnictwa Akita Shoten, który został wydany 6 grudnia 2020 roku, podano do wiadomości, że powstanie spin-off mangi, zatytułowany King of Idol: Bara-ō no gakuen (jap. キング・オブ・アイドル 薔薇王の学園 Kingu obu aidoru bara-ō no gakuen), który powstawać będzie we współpracy Ayi Kanno z rysowniczką Kineko Abekawą.

## Anime
15 września 2020 za pośrednictwem oficjalnego kanału na YouTube firmy Akita Publishing ogłoszono powstawanie adaptacji mangi w formie anime.